# Antelope Reef
Antelope Reef (kinesiska: 羚羊礁) är en atoll bland Paracelöarna i Sydkinesiska havet.  Paracelöarna har annekterats av Kina, men Taiwan och Vietnam gör också anspråk på dem.